# Взаимозаменяемость (экономика)
В экономике взаимозаменяемость — такое свойство блага или товара, когда отдельные единицы, по сути, являются взаимозаменяемыми.
Например, поскольку один килограмм чистого золота эквивалентен любому другому килограмму чистого золота, будь то в виде монет, слитков или в других состояниях, некоторое количество золота взаимозаменяемо на аналогичное количество другого золота. К другим взаимозаменяемым товарам относятся другие драгоценные металлы оговоренной чистоты, нефть определённого сорта, акции/облигации одного выпуска, деньги. Взаимозаменяемость относится только к эквивалентности каждой единицы товара с другими единицами такого же товара, а не к обмену одного вида товара на другой, что является бартерным обменом.

## Определение
Взаимозаменяемость отличается от ликвидности. Товар считается ликвидным, если его можно легко обменять на деньги или другой товар. Товар является взаимозаменяемым, если одна единица товара приравнена к другой единице того же товара такого же качества, в то же время и место.
Примечательно, что деньги взаимозаменяемы: одна 10$ банкнота является взаимозаменяемой с любой другой идентичной, подлинной банкнотой. Она также взаимозаменяема с двумя $5 банкнотами, десятью $1, или любой другой комбинацией из банкнот и монет, в сумме равной $10. Аналогичным образом, различные вопросы по государственным облигациям, которые, возможно, были выпущены в разное время, являются взаимозаменяемыми друг с другом, если они имеют точно такие же права, и любой из них одинаково приемлемы в совершении сделки.[источник?]

С другой стороны, алмазы и другие драгоценные камни не являются полностью взаимозаменяемыми, поскольку их огранка, цвет, оценка и размер усложняют задачу найти несколько алмазов, которые имеют одинаковую ценность. Упакованные продукты на торговой полке могут считаться взаимозаменяемыми, если они имеют одинаковый тип и их функции и форма эквивалентны. Клиенты и служащие могут обмениваться пакетами свободно до покупки, а иногда и после. После того, как один покупатель открывает и использует продукт, как правило, он более не взаимозаменяем с нераскрытым пакетом, за исключением особых обстоятельствах, таких как возврат или обмен. Даже когда клиент рассматривает обмен с кем-то, кто владеет таким же продуктом.[источник?]

Взаимозаменяемость не означает ликвидность, и наоборот. Алмазы, например, могут быть легко куплены и проданы, так как торговля ликвидна, но отдельные алмазы, будучи уникальным, не являются взаимозаменяемыми. Банкноты индийской рупии, с другой стороны, являются взаимозаменяемыми в Лондоне, но торговать ими сложно, потому что они не могут быть потрачены в Лондоне, кроме обмена валюты. В отличие от алмазов, золотых монет такого же класса и веса являющимися взаимозаменяемыми, а также ликвидными.[источник?]

## В законе

### Соединённые Штаты
В юридических спорах в Соединённых Штатах, когда одна из сторон вынуждена исправить другую сторону в результате вынесения постановление или судебное решение, соответствующее средству правовой защиты может зависеть от взаимозаменяемости основного права, обязательства или имущественных интересов, которые должны быть восстановлены. В зависимости от того, являются ли интересы потерпевшей стороны взаимозаменяемыми, решение, сделанное доверенным лицом, может изменить соответствующее средство правовой защиты. Например, суд может потребовать конкретного исполнения (справедливого средства правовой защиты) в качестве средства правовой защиты от нарушения контракта, а не более благоприятного способа возмещения денежных убытков.
Взаимозаменяемость также важна в контексте ответственности за продукцию. Если истцу причинён вред от вредоносного продукта, но он не может по собственному усмотрению идентифицировать производителя продукта, который действительно причинил ему вред, юрисдикции, которые следуют доктрине ответственности за рыночную долю, могут сместить бремя опровергающей ответственности перед всеми производителями этого товара. Если обвиняемые не смогут опровергнуть презумпцию ответственности, они будут нести ответственность пропорционально их рыночной доле в течение соответствующего периода.

### Бельгия
Бельгия приняла меру для своего центрального депозитария ценных бумаг CIK, который был создан в 1967—1968 годах. Согласно королевскому указу № 62, выпущенному 10 ноября 1967 года, вкладчики ценных бумаг имеют права на совместное владение. Это изменение имеет основополагающее значение для развития Euroclear, к тому времени начало обработки евробондов и создания систем.